# 修正ニュートン力学
修正ニュートン力学（しゅうせいニュートンりきがく、英: modified Newtonian dynamics）とは、銀河回転問題を説明するために、暗黒物質、すなわち未解明の重力源を仮定せず、運動方程式を修正することを主張する力学上の仮説である。MOND（モンド）とも略称される。

## 概要
太陽系のように中心に大質量が集中しているとき、逆二乗則に従う万有引力のもとでは、その中心の周りを円運動する天体の速さは距離の平方根に反比例して減少する。一方で実際のドップラー偏移の観測から得られた銀河円盤中の天体の運動の速さは、銀河の中心からの距離によらずほぼ一定である。銀河の質量分布は太陽系のように中心に集中したものではないが、推定されている銀河の質量分布を踏まえても銀河円盤はやはり中心に近いところほど高速に移動していなければ辻褄が合わない。この「銀河回転問題」は、天文学者に突き付けられた銀河の構造に関するパラドックスである。この問題に対して現在広く受け入れられている説明は、暗黒物質（ダークマター）すなわち現状観測不能の重力源を仮定するものである。すなわち、銀河を取り巻く銀河ハローの部分に銀河の可観測部分をはるかに越える巨大な質量が分布し、一定の回転速度をもたらすとされる。
1983年にイスラエルの物理学者モルデハイ・ミルグロムはこの銀河回転問題に対しまったく別の大胆な有効理論を提出した。銀河スケールの重力が、通常信じられているニュートン力学とは違っているとすれば、未知重力源の仮定なしで観測結果を説明できる。この考えに基づいて運動の基本法則に変更を加える現象論的理論がMONDである。簡単に言えば、MONDでは太陽系のスケールのようにはたらく加速度が大きな場合には重力が従来の万有引力の法則のとおり距離の逆2乗に比例した力を及ぼすが、恒星間のように加速度が小さくなるにつれてその実質的効果が距離の逆1乗（反比例）に漸近すると考える。すなわち、遠距離では重力による影響は従来のニュートン力学で与えられるよりもはるかに大きな量となる。距離に反比例する加速度は銀河の回転速度をごく自然に説明し、暗黒物質を仮定する必要はなくなる。
ニュートンが確立した重力の法則は地上や太陽系のスケールでよく検証されており、相対論が必要となる特殊な現象を除けばほとんどの場合物体の運動をよく表していることが明らかである。銀河のスケールであったからといって異なる運動の法則が必要となるとは一般には信じられていない。しかし、重力はそれ自体極めて弱い力であるため、銀河のように働く力がさらに弱い場合の直接的な検証がなされてきたわけでもなかった。この点に物理学の基本法則に重大な変更を迫る MOND が科学的仮説として成立しうる一因がある。
しかし一方で、MOND が迫る変更は物理の枠組みに与える影響の重大性と比べてやや場当たり的な変更であり、また相対論的なものでもないため、多くの物理学者や宇宙論者の支持を容易に得られるものでもなかった。それでも、現在ではいく人かの物理学者によって MOND の相対論バージョンが提出されてきている。最も有名なものはブラックホールのエントロピー論で有名なイスラエルのヤコブ・ベッケンシュタインが 2004年に発表した TeVeS (Tensor-vector-scalar gravity) である。これは重力に複数の場を持ち込み、非相対論的極限において MOND と一致する一方で、重力レンズのような相対論的現象も説明でき、それが導く宇宙論も一般相対性理論が予測するものと大きく違わないとされる。

## 力の法則の修正
MONDは、ニュートンの運動方程式（運動の第2法則）F = ma への修正として記述され、これを
{\displaystyle F=m\mu \left({\frac {a}{a_{0}}}\right)a}
と変更する。ただし、μ(x) はある関数であり、その具体的な表式は与えられていないが、|x| ≫ 1 のとき μ(x) ≈ 1、|x| ≪ 1 で μ(x) ≈ x であることを要請する。また、a0 はある基本的物理定数となるものであり、極めて小さな値をもつと想定される。
ミルグロムはこのようにMONDを運動方程式への変更として記述しているが、主として検討されるのは重力の相互作用のみである。太陽が惑星に及ぼす重力加速度と、銀河全体が太陽に及ぼす重力加速度との間には1万倍以上の開きがあるため、MONDでは日常の現象と銀河の現象とで μ による効果がまったく異なるのだとする。すなわち、太陽系内を含む日常のスケールでは、a0 よりも加速度 a がはるかに大きく μ(x) ≈ 1 とみなされる。この場合、ニュートン力学との違いは表れない。一方、恒星間や銀河、銀河間のスケールでは加速度が a0 に近いかそれを下回り、μ(x) ≈ x、すなわち力が加速度の2乗に比例するような影響を無視し得ない。

## 銀河回転の説明
この MOND から銀河回転の説明を行うのは容易である。ニュートンの万有引力 F = GMm/r2 による相互作用を考えるだけならば、a0 よりも a が十分小さい (|x| ≪ 1) 場合には、この変更から二体問題の運動方程式
{\displaystyle a={\frac {\sqrt {GMa_{0}}}{r}}}
が直ちに得られる (ただし、 a は加速度、 GM は万有引力定数と作用を及ぼす物体の質量の積、r は両者の距離)。中心力を受けて速さ  v で等速円運動する天体を考えると、一般に a=v2/r が成立するので、速度は、
{\displaystyle v={\sqrt[{4}]{GMa_{0}}}}
となり、これは距離 r によらない定数である。 すなわち重力の及ぼす加速度が距離に反比例するなら回転の速さは距離によらず一定であることが自然に導かれ、少なくとも銀河の中心から遠く、銀河を質点とみなす近似が成り立つもとで回転の観測事実の簡明な説明を与える。逆にこの表式から a0 を推定することができ、ミルグロムによればこれは a0 = 1.2×10−10 m/s2 である。

## 関連する観測事実
1998年以降、銀河の観測とは別の方向からより直接に MOND 説を強化する証拠となりうる観測事実が報告された。太陽系からはじめて脱出することになった惑星探査機パイオニア10号と11号の速度が予測よりも有意に減少していることが報告され、太陽に向かった未知の力が働いているものとして解釈できることが示された。この現象はパイオニア・アノマリーと呼ばれ、その原因がさまざまに議論されていた。もし MOND が主張するように、相互作用が非常に弱い場合、重力が従来信じられていたものよりも相対的に強いとすれば、それはパイオニア・アノマリーに対するひとつの説明となりうるとされていたが、2012年にその全てが探査機に搭載されている原子力電池が発する熱放射の非等方性によって説明できることが明らかになった。
一方、MOND説の検証を促す観測事実もある。遠方の銀河が起こす重力レンズの観測からは、推定された銀河の質量をもちいて一般相対論で予測された効果よりも大きな曲がりが検出されており、これは暗黒物質の存在を示唆している。MOND そのものは相対論的現象を扱えないので、重力レンズの説明に関しては無力であり、その相対論的バージョンでの重力レンズの説明が必要となる。また2003年に報告された WMAP 衛星による宇宙背景放射のゆらぎの測定からも暗黒物質と宇宙項を認める Λ-CDM モデルと整合的な結果が得られている。さらに2006年には弾丸銀河団と呼ばれている衝突銀河団の弱い重力レンズ効果を測定して質量分布を推定することにより、暗黒物質が実際に存在するより直接的な観測結果が報告された。2007年に実験室レベルでニュートンの第二法則 F = ma が微弱な加速度でも成立するかを確かめた実験結果が報告され、それによれば、重力加速度のある下ではあるが、ミルグロムの主張する a0 を大きく下回る 5×10−14 m/s2 の大きさまで第二法則からの逸脱はみられないことが報告された。

## 関連文献
- ミルグロム, M.『本当は存在しない? 暗黒物質』日経サイエンス 2002年11月号,
Mordehai Milgrom, "Does Dark Matter Really Exist? (PDF, 478 KiB) " Scientific American, August 2002